# António Lobo Antunes

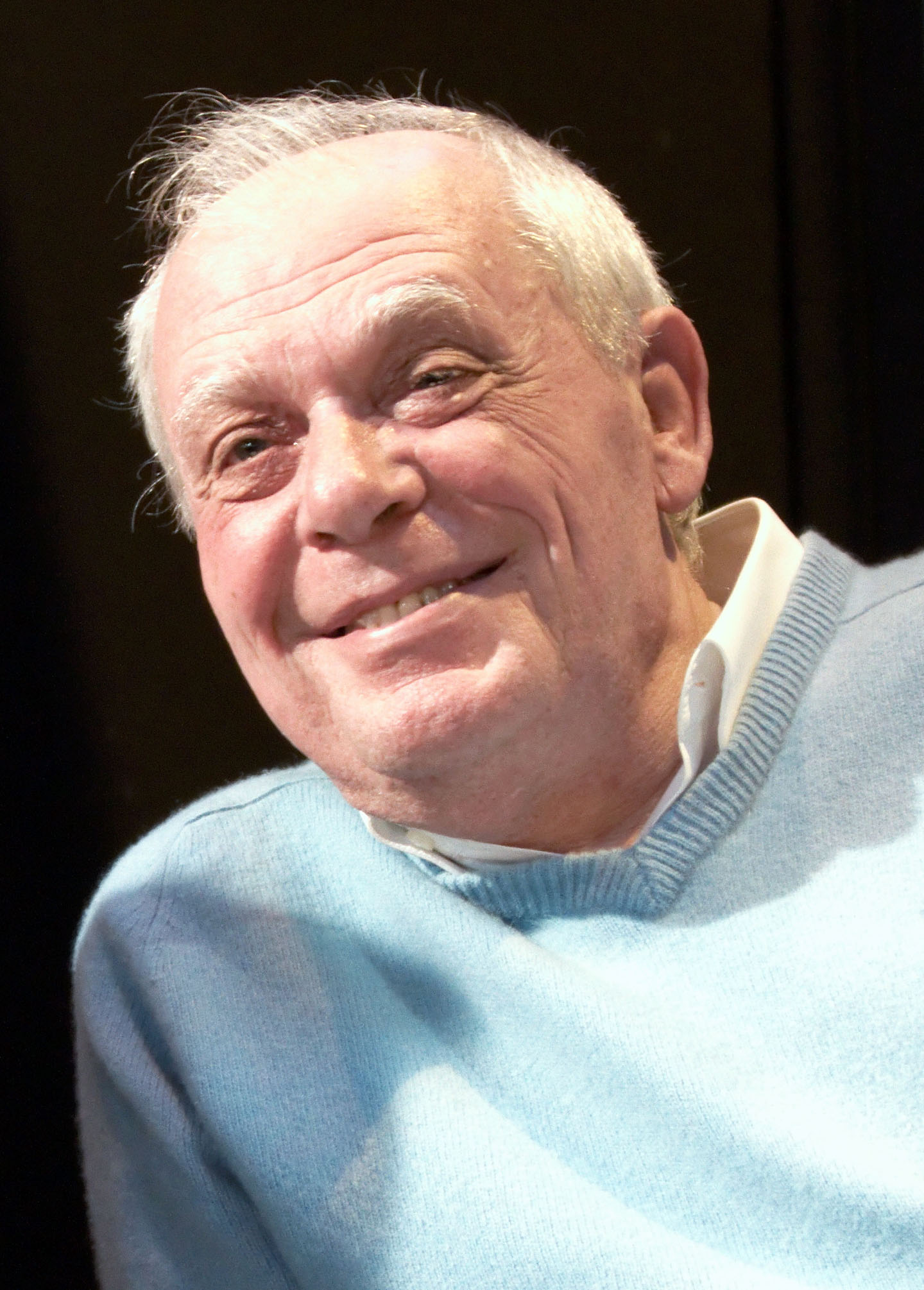
António Lobo Antunes (2010)

António Lobo Antunes (* 1. September 1942 in Benfica) ist ein portugiesischer Psychiater und Schriftsteller.

## Leben
António Lobo Antunes, Spross einer großbürgerlich aristokratischen Dynastie, wuchs im Lissabonner Stadtteil Benfica auf. Hohe Militärs und ein brasilianischer Kautschukgroßhändler finden sich unter seinen Vorfahren, aber auch eine deutsche Großmutter. Sein Vater war Arzt, und António, das älteste von sechs Geschwistern, studierte an der Fakultät für Medizin der Universität Lissabon. Bereits mit 13 Jahren wollte er Schriftsteller werden. Er spezialisierte sich auf Psychiatrie, in der er Ähnlichkeiten mit der Literatur zu finden glaubte. Nach dem Medizinstudium wurde er 1970 zum Militär eingezogen und war von 1971 bis 1973 während des Kolonialkrieges 27 Monate lang Militärarzt in Angola. Danach arbeitete er bis 1985 als Chefarzt und Psychiater in der Nervenklinik des Hospital Miguel Bombarda in Lissabon. Unter der Salazar-Diktatur wurde Antunes Mitglied der Kommunistischen Partei und war deswegen auch im Gefängnis. Seit 1985 widmet er sich fast ausschließlich dem Schreiben.

## Literarisches Schaffen
Antunes gilt als einer der bedeutendsten portugiesischen Schriftsteller der Gegenwart. Seine Werke beschäftigen sich immer wieder mit der Geschichte Portugals. Die Themen seiner frühen Werke sind der Kolonialkrieg, Tod, Einsamkeit, Lebens- und Liebesfrust. „Seine Romane sind barocke Untergangsgeschichten vom portugiesischen Wesen und Verwesen, bizarr und melancholisch“, schreibt Die Zeit in einem Artikel von 1997. Er wird seit Jahren als Anwärter auf den Literaturnobelpreis angesehen. Seine Sujets sind Portugals Geschichte und Gegenwart, immer verbunden mit Angst, Gewalt, Tod, Krankheit, Trennungen, wobei sein Hauptaugenmerk auf dem Schicksal „normaler“ Menschen und kleiner Randexistenzen liegt. Atmosphärisch und psychologisch dicht und sprachlich unkonventionell kritisiert er die moderne Gesellschaft. Eine Flut von Metaphern und eine facettenreiche erzählerische Energie erzeugen teilweise nahezu barocke Werke. Seine Erfahrungen im Kolonialkrieg verarbeitete er im Roman Der Judaskuß (Os Cus de Judas, 1979), mit dem er in Portugal den Durchbruch als Schriftsteller erreichte.

## Auszeichnungen
Der portugiesische Schriftstellerverband verlieh Antunes 1986 seinen Großen Romanpreis für den Roman Reigen der Verdammten. Außerdem erhielt er im Jahr 2000 den Prix Europa Hörspiel und den Österreichischen Staatspreis für Europäische Literatur sowie 2005 den Jerusalempreis für die Freiheit des Individuums in der Gesellschaft. 2007 wurde Antunes mit dem Prémio Camões ausgezeichnet, dem bedeutendsten Literaturpreis in der portugiesischsprachigen Welt.
Im Jahr 2000 wurde er von der französischen Regierung zum Ritter und 2008 zum Kommandeur des Ordre des Arts et des Lettres ernannt.
Die Bibliothèque de la Pléiade kündigte an, Antunes als zweiten portugiesischen Autor (nach Fernando Pessoa) aufzunehmen.

## Werke
António Lobo Antunes′ Werke werden von Maralde Meyer-Minnemann übersetzt und erscheinen im Luchterhand Literaturverlag.
- Memória de Elefante, 1979

deutsch: Elefantengedächtnis, 2004, ISBN 3-630-87177-1
- Os Cus de Judas, 1979

deutsch: Der Judaskuß, 1987, ISBN 3-446-13970-2
- A Explicação dos Pássaros, 1981

deutsch: Die Vögel kommen zurück. Aus dem Portugiesischen von Ray-Güde Mertin. Hanser, München 1989, ISBN 3-446-15138-9
- Conhecimento do Inferno, 1981

deutsch: Einblick in die Hölle, 2003, ISBN 3-630-87143-7
- Fado Alexandrino, 1983

deutsch: Fado Alexandrino, 2002, ISBN 3-630-87119-4
- Auto dos Danados, 1985

deutsch: Reigen der Verdammten, 1991, ISBN 3-446-15139-7
- As Naus, 1988

deutsch: Die Rückkehr der Karavellen, 2000, ISBN 3-630-87079-1
- A Besta do Paraíso, 1989
- Tratado das Paixões da Alma, 1990

deutsch: Die Leidenschaften der Seele, 1994, ISBN 3-446-17203-3
- A Ordem Natural das Coisas, 1992

deutsch: Die natürliche Ordnung der Dinge, 1996, ISBN 3-446-18735-9
- A Morte de Carlos Gardel, 1994

deutsch: Der Tod des Carlos Gardel, 2000, ISBN 3-630-87062-7
- A História do Hidroavião (mit Illustrationen von Vitorino), 1994
- Manual dos Inquisidores, 1996

deutsch: Das Handbuch der Inquisitoren, 1997, ISBN 3-630-86967-X
- O Esplendor de Portugal, 1997

deutsch: Portugals strahlende Größe, 1998, ISBN 3-630-86987-4
- Livro de Crónicas, 1998

deutsche Teilausgabe als Sonette an Christus, 1999, ISBN 3-630-87033-3
deutsch: Buch der Chroniken, 2006, ISBN 3-630-62086-8
- Exortação aos Crocodilos, 1999

deutsch: Anweisungen an die Krokodile, 1999, ISBN 3-630-87035-X
- Não Entres Tão Depressa Nessa Noite Escura, 2000

deutsch: Geh nicht so schnell in diese dunkle Nacht, 2001, ISBN 3-630-87091-0
- Que farei quando tudo arde?, 2001

deutsch: Was werd ich tun, wenn alles brennt?, 2003, ISBN 3-630-87146-1
- Segundo Livro de Crónicas, 2002

deutsch:  Zweites Buch der Chroniken. Aus dem Portugiesischen von Maralde Meyer-Minnemann. Luchterhand Literaturverlag, München 2007, ISBN 3-630-62087-6
- Letrinhas das Cantigas, in limitierter Auflage, 2002
- Boa Tarde às Coisas Aqui em Baixo, 2003

deutsch: Guten Abend ihr Dinge hier unten, 2005, ISBN 3-630-87205-0
- Eu Hei-de Amar Uma Pedra, 2004

deutsch: Einen Stein werd ich lieben. Aus dem Portugiesischen von Maralde Meyer-Minnemann. Luchterhand Literaturverlag, München 2006, ISBN 3-630-87216-6
- D'este viver aqui neste papel descripto. Cartas da guerra, 2005

deutsch: Leben, auf Papier beschrieben. Briefe aus dem Krieg. Aus dem Portugiesischen von Maralde Meyer-Minnemann. Luchterhand Literaturverlag, München 2007, ISBN 3-630-87252-2
- Terceiro Livro de Crónicas, 2006

deutsch: Drittes Buch der Chroniken, 2010, ISBN 978-3-630-62167-8
- Ontem Não Te Vi Em Babilónia, 2006

deutsch: Gestern in Babylon hab ich dich nicht gesehen. Aus dem Portugiesischen von Maralde Meyer-Minnemann. Luchterhand Literaturverlag, München 2008, ISBN 978-3-630-87217-9
- O Meu Nome é Legião, 2007

deutsch: Mein Name ist Legion. Aus dem Portugiesischen von Maralde Meyer-Minnemann. Luchterhand Literaturverlag, München 2010, ISBN 978-3-630-87295-7
- O Arquipélago da Insónia, 2008

deutsch: Der Archipel der Schlaflosigkeit, 2012, ISBN 978-3-630-87346-6
- Que Cavalos São Aqueles Que Fazem Sombra no Mar?, 2009

deutsch: Welche Pferde sind das, die da werfen ihren Schatten ins Meer?, 2013, ISBN 978-3-630-87345-9
- Sôbolos Rios Que Vão, 2010

deutsch: An den Flüssen, die strömen. Aus dem Portugiesischen von Maralde Meyer-Minnemann. Luchterhand Literaturverlag, München 2010, ISBN 978-3-630-87374-9
- Quarto Livro de Crónicas, 2011
- Comissão das Lágrimas, 2011
- Não É Meia Noite Quem Quer, 2012

deutsch: Mitternacht zu sein ist nicht jedem gegeben. Aus dem Portugiesischen von Maralde Meyer-Minnemann. Luchterhand Literaturverlag, München 2015, ISBN 978-3-630-87424-1
- Caminho como uma casa em chamas, 2014

deutsch: Ich gehe wie ein Haus in Flammen. Aus dem Portugiesischen von Maralde Meyer-Minnemann. Luchterhand Literaturverlag, München 2017, ISBN 978-3-630-87502-6
- Da Natureza dos Deuses, 2015

deutsch: Vom Wesen der Götter. Aus dem Portugiesischen von Maralde Meyer-Minnemann. Luchterhand Literaturverlag, München 2018, ISBN 978-3-630-87571-2
- Para Aquela Que Está Sentada no Escuro à Minha Espera, 2016  deutsch: Für jene, die im Dunkeln sitzt und auf mich wartet. Aus dem Portugiesischen von Maralde Meyer-Minnemann.Luchterhand Literaturverlag, München 2019, ISBN 978-3-630-87570-5
- Até que as pedras se tornem mais leves que a água, 2017

deutsch: Bis die Steine leichter sind als Wasser,  Aus dem Portugiesischen von Maralde Meyer-Minnemann. Luchterhand Literaturverlag, München 2021, ISBN 978-3-630-87627-6
- A Última Porta Antes da Noite, 2018

deutsch: Die letzte Tür vor der Nacht. Aus dem Portugiesischen von Maralde Meyer-Minnemann.Luchterhand Literaturverlag, München 2022, ISBN 978-3-630-87628-3
- A Outra Margem do Mar, 2019 deutsch: Am anderen Ufer des Meeres. Aus dem Portugiesischen von Maralde Meyer-Minnemann. Luchterhand Literaturverlag, München 2024, ISBN 978-3-630-87735-8

## Verfilmungen
- 2016: Briefe aus dem Krieg (Cartas da Guerra), Regie: Ivo Ferreira
- 2011: A Morte de Carlos Gardel, Regie: Solveig Nordlund
- 2007: Adeus Até ao Meu Regresso: Soldados do Império (Doku.), Regie: Paulo César Fajardo

1997 drehte die portugiesisch-schwedische Regisseurin Solveig Nordlund einen Dokumentarfilm über António Lobo Antunes, 2010 wurde er von Midas Filmes auch als DVD herausgegeben und ist heute nur noch antiquarisch erhältlich.